# A Malaysia Airlines 370-es járatának katasztrófája
A Malaysia Airlines 370-es járata a Malaysia Airlines Kuala Lumpur és Peking közötti menetrend szerinti járata helyi idő szerint 2014. március 8-án hajnalban eltűnt. A 9M-MRO lajstromjelű Boeing 777–200-as típusú repülőgép a Thai-öböl felett tűnt el a radarok képernyőjéről. A gépen 227 utas és 12 főnyi személyzet tartózkodott. A gépen összesen 239-én voltak és senki sem élte túl a katasztrófát.

## Események
A járat Kuala Lumpurból szállt fel 2014. március 8-án, helyi idő szerint 0:41-kor (UTC: március 7., 16:41), és menetrend szerint Pekingben kellett volna leszállnia 6:30-kor (UTC: március 7., 22:30). A földi irányítás 1:22-kor elvesztette a kapcsolatot a géppel, amikor az Malajzia és Vietnám között haladt, a Thai-öböl felett, utazómagasságon, körülbelül 10 600 méteren. Hivatalosan 2:40-kor jelentették az eltűnését.
A repülőgépek pillanatnyi helyzetét megjelenítő Flightradar24.com azt közölte, hogy a gép 35 ezer láb magasságban repült, amikor a 25 fokos haladási iránya 40 fokra változott. Ezt követően eltűnt a radarról. Ez az irányváltoztatás szerepelt a repülési tervben. Az időjárási körülmények jók voltak. A repülőgépről vészjelzés nem érkezett.
A repülőgép utolsó ismert pozíciója: é. sz. 6° 55′ 15″, k. h. 103° 34′ 43″6.920833°N 103.578611°E.

### Kronológia
| Utazási idő | Esemény | Helyi idő (malajziai időzóna) (UTC+8) | Magyar idő (UTC+1) |
| ----------- | --- | ------------------------------------- | ------------------ |
| 0:00        | Felszállás Kuala Lumpurban | 0:41                                  | 17:41              |
| 0:26        | Utolsó ACARS adatküldés (a következőnek fél óra múlva kellett volna érkeznie)                                                                                      | 1:07                                  | 18:07              |
| 0:26        | A másodpilóta rádión újraközli a magasságot (35 ezer láb). Elemzők szerint ez teljesen szükségtelen volt, ugyanis 6 perccel korábban már elhangzott az információ. | 1:07                                  | 18:07              |
| 0:38        | Utolsó párbeszéd a légiirányítással, "Jó éjt, Malaysian 3-7-0." | 1:19                                  | 18:19              |
| 0:40        | Utolsó transzponder adatcsomag – koordináták: 6°55′15″N 103°34′43″E.                                                                                               | 1:21                                  | 18:21              |
| 0:41        | A transzponder és az ADS-B jel eltűnik. | 1:22                                  | 18:22              |
| 0:49        | Sikertelen kapcsolatfelvétel egy másik repülőgépről, statikus zaj hallható.                                                                                        | 1:30                                  | 18:30              |
| 0:56        | Nem érkezik meg a félóránkénti ACARS adatcsomag | 1:37                                  | 18:37              |
| 1:34        | A maláj haderő az utolsó radarjelet észleli Pinangtól 320 kilométerre északnyugatra                                                                                | 2:15                                  | 19:15              |
| 5:49        | A menetrend szerinti pekingi landolás időpontja | 6:30                                  | 23:30              |
| 7:30        | Utolsó óránkénti ACARS kapcsolatfelvétel az Inmarsat műholddal | 8:11                                  | 1:11               |

## Keresés

A Malaysia Airlines 370-es járata induló (Origin Airport) és célállomása (Intended Destination), valamint utolsó ismert pozíciója (Last Contact) a Thai-öböl felett

A gép keresését nagy erőkkel kezdték meg. Március 8-án egy olajfoltot találtak a tengerben, azonban laborvizsgálatokkal kimutatták, hogy nincs köze a repülőhöz.
A gép keresésében többek között Malajzia, Kína, Vietnám, a Fülöp-szigetek, az Amerikai Egyesült Államok, Ausztrália, Indonézia, Szingapúr, Thaiföld és Új-Zéland is segítséget nyújt. A nyomozásba az USA részéről a Nemzeti Közlekedésbiztonsági Felügyelet (angolul National Transportation Safety Board, NTSB), és a Szövetségi Nyomozóiroda (FBI) is bekapcsolódott. Március 9-én már 40 hajó és 22 repülő vett részt a keresésben. Egy narancs színű tárgyat is felfedeztek a tengerben a Thổ Chu szigettől 177 km-re, délnyugati irányban. Erről kiderült, hogy csak egy szeméthalom. Március 10-én 34 repülőgéppel és 40 hajóval kutattak a gép után.
Március 11-én a Maláj-félsziget nyugati oldalára, a Malaka-szoros környékére is kiterjesztették a keresést, mert a malajziai légierő parancsnoka, Rodzali Daud szerint radarjuk ott észlelte utoljára a gépet. A neki tulajdonított állítást később cáfolta. A keresésbe India is bekapcsolódott. Március 12-én Kína – három nappal korábban készült – műholdfelvételeket tett közzé, melyeken három úszó tárgy látható a Dél-kínai-tengeren, az é. sz. 6,70°, k. h. 105,63°6.700000°N 105.630000°E koordinátánál.
Március 13-án az Indiai-óceánon is elkezdték keresni a gépet, mert amerikai nyomozók gyanúja szerint a gép hajtóművei jeleket sugároztak az eltűnést követő 4 órán át, és így még 4000 kilométert repülhetett. A Malaysia Airlines ezt az információt nem erősítette meg.
Március 15-én szakértők azt közölték, hogy a gépet eltérítette az egyik pilóta vagy valaki más, aki repülési tapasztalatokkal rendelkezett. A nyomozók kizárják a műszaki hibát vagy valamely pilóta hibázását a repülés során. A gép általi kommunikációt valaki szándékosan kikapcsolta, és a gépnek úgy változtatták az irányát és magasságát, hogy a radarok lehetőleg ne tudják követni.
Március 18-án kiderült, hogy március 8-án a Maldív-szigeteknél fehér alapon piros jelzésekkel ellátott, alacsonyan szálló repülőt láttak. Március 19-én már 26 ország kereste a gépet. A feltételezések szerint a gép az eltűnése után akár 7 órát is repülhetett. Az Indiai-óceán déli részén is megkezdődött a keresés. Thaiföld megerősítette, hogy a katonai radarjai a Malaka-szoros felett észleltek egy gépet.
Március 20-án Tony Abbott, Ausztrália miniszterelnöke bejelentette, hogy egy kereskedelmi műhold által március 16-án készített felvételeken felfedeztek két úszó tárgyat az Indiai-óceán déli részén, amely akár repülőgéphez tartozó törmelék is lehet. A keresést még aznap megkezdték, azonban semmit nem találtak. Abbott arra is felhívta a figyelmet, hogy egyáltalán nem biztos, hogy a képeken látható objektumoknak közük van az eltűnt repülőhöz. A szakértők szerint ha a járat valóban vízbe csapódott, mostanra már csak a könnyű roncsdarabok, többek között mentőmellények vagy ülőpárnák lebegnek a vízfelszínen.
Március 24-én a malajziai miniszterelnök rendkívüli sajtótájékoztatóján jelentette be, hogy az eltűnt gép brit adatok szerint az ausztráliai Perth közelében volt utoljára a levegőben, és minden bizonyíték arra utal, hogy a gép az Indiai-óceán déli részén zuhant le.
Április 5–6-án egymástól függetlenül több kutató hajó is pulzáló jeleket érzékelt a repülőgépeken alkalmazott feketedoboz 37,5 kHz-es frekvenciáján a déli szélesség 25. és a keleti hosszúság 101. foka körül. Szakértők szerint még 1-2 napot bírhat a szerencsétlenül járt repülőgép feketedobozának akkumulátora.
Több mint egy évvel a gép eltűnése után, 2015. július 29-én a Franciaországhoz tartozó Réunion szigeténél egy csűrőlapot találtak, amelyről augusztus 5-én bejelentették, hogy az eltűnt géphez tartozik.
2016. március elején Mozambik partjainál két, Boeing 777 repülőgépből származó roncsdarabot (az egyik a hátsó vízszintes vezérsík, a másik a szárny egy darabja volt) találtak, amelyről feltételezték, hogy az eltűnt maláj gépből származnak. Egy hónappal később az ausztrál repülésbiztonsági hivatal bejelentette, hogy a vizsgálatok alapján egyértelműen az eltűnt gép roncsairól van szó, mivel a roncsokon lévő feliratok betűtípusa teljes mértékben megegyezik azzal, amit a malajziai légitársaságnál használtak, és nem egyezik meg azzal a betűkészlettel, amivel az amerikai Boeing gyár annak idején a gépet Malajziába leszállította. A kutatást tovább folytatják a repülőgép további roncsai után.
Két évvel a Malaysia Airlines MH370 járatának balesete után egy szárnydarab vizsgálata után jutottak arra a következtetésre, hogy a gépet a szerencsétlenség bekövetkezése előtt nem robotpilóta vezette, írja a  Guardian.
Larry Vance évtizedek óta vizsgálja a repülőgép-szerencsétlenségek körülményeit. Szerinte a Madagaszkár partjainál tavaly előkerült szárnydarab, az úgynevezett flaperon vizsgálata egyértelművé teszi, hogy nem robotpilóta vezette a gépet, hiszen a flaperont, vagyis a csűrőfékszárnyat olyan pozíciójában találták, amilyenbe csak emberi irányítás következtében kerülhetett.
A gépeltérítő-teória magyarázatot adhat arra is, miért nem találtak még rá a gép roncsaira, hiszen ha ember vezette, egyrészt máshol csapódhatott a vízbe, mint ahol eddig keresték, másrészt egy ellenőrzött, lassú vízreereszkedés során nem keletkezik nagy számú, lebegő roncsdarab. A roncsok hivatalos keresését 2017 elején befejezték.
A kutatásban részt vevő ausztrál szakértők szerint a gép roncsa a 2016 végéig végzett kutatási területtől északra lehet. Ez a feltételezés repülésszimuláción, a műholdas kommunikáció elemzésén és a megtalált roncsokat partra sodró áramlatok modellezésén, továbbá a megtalálás helyének és idejének figyelembe vételén alapul.
2025. februárjában bejelentették, hogy új kutatás kezdődik az Indiai-óceánon a roncsok után. Az Ocean Infinity amerikai kutatócég Armada 78 06 kutatóhajót és automata víz alatti kutatórobotokat (AUV) használ, amelyekkel a tengerfenéken keresik a repülőgép nyomait. A tervek szerint a kutatás 18 hónapig tart majd, és egy körülbelül 15 ezer négyzetkilométeres területre összpontosul.

## Az utasok és a személyzet
A fedélzeten 227 utas és 12 főnyi személyzet tartózkodott.

### A személyzet
A személyzet valamennyi tagja maláj. A gép kapitánya az 53 éves Zaharie Ahmad Shah, 1981 óta a Malaysia Airlines alkalmazottja és 18 365 órát repült. A pilóta lakásán talált szimulátort az FBI vizsgálja, mert arról néhány korábbi útvonal szimulációt törölt valaki. A másodpilóta a 27 éves Fariq Ab Hamid, ő 2007 óta dolgozott a légitársaságnál és 2763 órát repült.

### Az utasok
| Állampolgárság                                             | Utasok | Személyzet | Összesen |
| ---------------------------------------------------------- | ------ | ---------- | -------- |
| Kína                                                       | 152    |            | 152      |
| Malajzia                                                   | 38     | 12         | 50       |
| Indonézia                                                  | 7      |            | 7        |
| Ausztrália                                                 | 6      |            | 6        |
| India                                                      | 5      |            | 5        |
| Franciaország                                              | 4      |            | 4        |
| USA                                                        | 3      |            | 3        |
| Irán                                                       | 2[a]   |            | 2        |
| Kanada                                                     | 2      |            | 2        |
| Ukrajna                                                    | 2      |            | 2        |
| Új-Zéland                                                  | 2      |            | 2        |
| Hongkong                                                   | 1      |            | 1        |
| Hollandia                                                  | 1      |            | 1        |
| Oroszország                                                | 1      |            | 1        |
| Tajvan                                                     | 1      |            | 1        |
| Összesen                                                   | 227    | 12         | 239      |
| ↑ a: Két iráni férfi lopott útlevéllel szállt fel a gépre. |        |            |          |

Az utaslista ellenőrzése során kiderült, hogy a 30 éves osztrák Christian Kozel Ausztriában tartózkodott az eltűnés idején, az útlevelét Thaiföldön lopták el 2012-ben. A 37 éves olasz Luigi Maraldi Thaiföldön tartózkodott, az ő útlevelét is Thaiföldön lopták el. Két utas személyazonossága emiatt ismeretlen. Az egyik kínai utas útlevélszáma pedig egy olyan kínai polgáréval egyezik, aki szintén nem volt a gépen. Az illető szerint az útlevelét nem lopták el. Az ismeretlen személyazonosságú utasok miatt a hatóságok a terrorcselekmény lehetőségét sem zárják ki.
A malajziai hatóságok szerint egy iráni férfi vásárolta meg azokat a jegyeket, amelyekkel a lopott útlevelekkel felszálltak a gépre. A férfi azt mondta, hogy két barátjának vásárolta a jegyeket. A jegyek csak odaútra szóltak. Március 11-én nyilvánosságra hozták, hogy a lopott útlevelekkel két iráni férfi szállt fel a gépre. Az egyik Frankfurtba, a másik Koppenhágába tartott, és egyiküknél sem találtak összeköttetést terrorszervezetekhez.

## A repülőgép
A repülőgép egy Boeing 777–200(ER)-es típus, 282 utasférőhellyel, amelyet az egyik legbiztonságosabb gépnek tartanak. Lajstromjele 9M-MRO. Az első repülése 2002. május 14-én volt, újonnan került a Malaysia Airlines tulajdonába 2002. május 31-én. 2012. augusztus 9-én a gép szárnya megsérült, amikor a földön a China Eastern Airline A340-es gép farkával összeütközött Sanghajban. A keletkezett hibát kijavították.
A legutolsó ellenőrzése 2014. február 23-án volt.

## A rakomány
Ugyan az MH-370-es repülőgép elsősorban utasszállító gép, de ahogy a maláj hatóságok március 21-én beismerték, a gép rakterében nagy mennyiségű lítiumion mobiltelefon és számítógép akkumulátort is szállított. Az elmúlt évek esetei kapcsán az amerikai Szövetségi Légügyi Hatóság a szállítmányt veszélyesnek nevezte, és a rakomány egy esetleges fedélzeti tűzben játszott szerepével is számolni kell.

## A médiában
A National Geographic a Légikatasztrófák című dokumentumműsorában Az eltűnt maláj gép nyomában címmel megfilmesítették a járat eltűnését és a lehetséges okokat. A Discovery Channel szintén készített egy dokumentumfilmet az Az eltűnt maláj járat nyomában címmel. A Netflix 2023-ban MH370 – Az eltűnt repülőgép címmel jelentetett meg egy háromrészes minisorozatot, amelyben további elméleteket is bemutatnak.